# 벤 크로스
벤 크로스(Ben Cross, 1947년 12월 16일 ~ 2020년 8월 18일)는 잉글랜드의 배우이다.

## 출연 작품
- 터뷸런스 - 사무웰 보웬 역
- 윌리엄과 케이트의 러브스토리
- 카멜롯의 전설
- 불의 전차
- 벤허
- 허리케인 하이스트 - 딕슨 역
- 더 라스트 레터 - 앤서니 오헤어 역 (노년)